# Drachenfische
Die Drachenfische (Trachinoidei) sind eine nicht mehr als natürliche Verwandtschaftsgruppe anerkannte Unterordnung, die traditionell zu den Barschartigen (Perciformes) gestellt wurde. Die Mehrzahl der Arten lebt in tropischen Meeren.

## Merkmale
Für die Drachenfische konnten kaum Synapomorphien bestimmt werden. Zweifelhafte Merkmale, die für die Monophylie der Gruppe angegeben wurden, sind:
1. ein Sporn an den Bauchflossen,
2. kurze und breite Brustflossenstrahlen.[2]

## Systematik

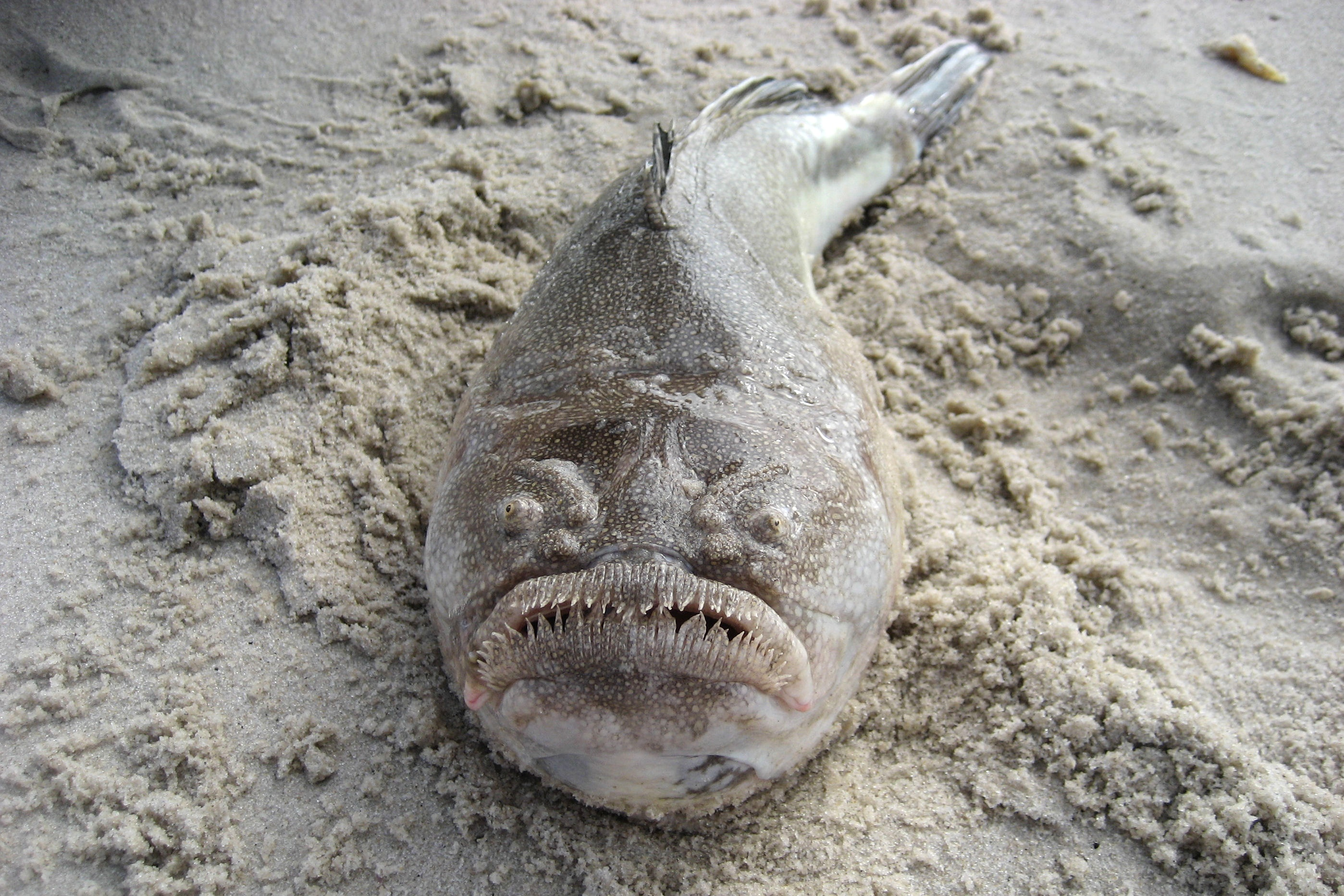
Nördlicher Elektrischer Sterngucker

Zu ihnen gehörten zwölf Familien, über 50 Gattungen und fast 250 Arten:
- Sandaale (Ammodytidae)
- Cheimarrhichthyidae
- Sandbarsche (Pinguipedidae)
- Himmelsgucker (Uranoscopidae)

- Sandhöhlenfische (Creediidae)
- Schlankhimmelsgucker (Leptoscopidae)
- Schnabelfische (Percophidae)
- Sandtaucher (Trichonotidae)

- Schwarze Schlinger (Chiasmodontidae)
- Krokodilzahnfische (Champsodontidae)
- Sandfische (Trichodontidae)
- Petermännchen (Trachinidae)

Die Drachenfische gelten heute als polyphyletisch. Nach neueren molekularbiologischen Untersuchungen sind die Sandfische mit den Groppenverwandten (Cottoidei), die Petermännchen mit den Sägebarschen (Serranidae) oder den Antarktisfischen  (Notothenioidei) verwandt. Auch für die Schnabelfische wird eine Verwandtschaft mit den Antarktisfischen angenommen. Die tiefseebewohnenden Chiasmodontidae sollen dagegen Verwandte der Makrelenartigen (Scombroidei) und der Medusenfischartigen (Stromateoidei) sein.
Für die monophyletische Kerngruppe der Drachenfische, bestehend aus Sandaalen, Cheimarrhichthyidae, Sandbarschen und Himmelsguckern, wurde deshalb von einigen Ichthyologen des Muséum national d’histoire naturelle in Paris eine neue Unterordnung, die Paratrachinoidei, vorgeschlagen. Betancur-R. und Kollegen stellten diese Taxa in ihrer Revision der Knochenfischsystematik in die Ordnung Uranoscopiformes.
Auch für die Familien der Schlankhimmelsgucker, der Sandhöhlenfische, der Sandtaucher und die Unterfamilie Hemerocoetinae aus der Familie der Schnabelfische konnte eine enge Verwandtschaft nachgewiesen werden.